# Diana Dudeva
Diana Genkova Dudeva (in bulgaro Диана Гeнкова Дудева?; 7 luglio 1968) è un'ex ginnasta bulgara.

## Palmarès

### Olimpiadi
- 1 medaglia:
  - 1 bronzo (Seul 1988 nel corpo libero)

### Europei
- 2 medaglie:
  - 1 argento (Mosca 1987 nelle parallele asimmetriche)
  - 1 bronzo (Mosca 1987 nell'all-around)

### Goodwill Games
- 2 medaglie:
  - 1 argento (Mosca 1968 a squadre)
  - 1 bronzo (Mosca 1986 nella trave)